# Jurij Drozdowski
Jurij Drozdowski, ukr. Юрій Дроздовський (ur. 22 maja 1984 w Odessie) – ukraiński szachista, arcymistrz od 2004 roku.

## Kariera szachowa
Wielokrotnie reprezentował Ukrainę na mistrzostwach świata i Europy juniorów, dwukrotnie zdobywając złote medale, w latach 1996 (Rimavská Sobota, ME do 12 lat) oraz 1997 (Tallinn, ME do 14 lat). Był również wielokrotnym medalistą mistrzostw kraju juniorów (m.in. złotym w 2004 r., w kategorii do 20 lat). W 2006 r. zdobył w Połtawie tytuł wicemistrza Ukrainy (po porażce z Zacharem Jefimienko w finale turnieju rozegranego systemem pucharowym), a w Warszawie – tytuł mistrza Europy w szachach szybkich. Drugi w karierze tytuł wicemistrza kraju zdobył w 2008 r., ponownie w Połtawie.
Do innych indywidualnych sukcesów Jurija Drozdowskiego należą:
- dz. I m. w Ałuszcie (2003, wspólnie z Władimirem Rogowskim),
- dz. I m. w Moskwie (2006, turniej Aerofłot Open-A2, wspólnie z m.in. Igorem Kurnosowem, Michele Godeną i Merabem Gagunaszwilim),
- dz. I m. w Kawali (2006, wspólnie z Dmitrijem Swietuszkinem i Steliosem Chalkiasem),
- dz. I m. w Cappelle-la-Grande (2007, wspólnie z Wugarem Gaszimowem, Wang Yue, Jewhenem Miroszniczenką, Wasilijem Jemielinem i Dawidem Arutinianem),
- dz. I m. w Bad Wörishofen (2008, wspólnie z Władimirem Georgiewem, Eduardasem Rozentalisem, Henrikiem Teske, Władimirem Burmakinem i Władysławem Borowykowem),
- dz. I m. w Odessie – dwukrotnie (2008, memoriał Jefima Gellera, wspólnie z m.in. Eduardem Andriejewem, Igorem Smirnowem i Jarosławem Żerebuchem oraz turniej szachów szybkich Pivdenny Bank Chess Cup[4], wspólnie z Borysem Gelfandem, Rusłanem Ponomariowem i Pawłem Tregubowem),
- dz. I m. w Kopenhadze (2009, turniej Scandinavian Open, wspólnie z Thorstenem Michaelem Haubem(inne języki)),
- dz. I m. w Orisie (2009, wspólnie z m.in. Igorem Kurnosowem, Andriejem Ryczagowem i Jurijem Kuzubowem),
- dz. I m. w Borupie (2010, wspólnie z Normundsem Miezisem).

Najwyższy ranking w dotychczasowej karierze osiągnął 1 września 2009 r., z wynikiem 2627 punktów zajmował wówczas 11. miejsce wśród ukraińskich szachistów.

## Życie prywatne
W lipcu 2009 r. ożenił się z ukraińską arcymistrzynią Natalią Zdebską.